# فريد شوقي
فريد شوقي محمد عبده شوقي (30 يوليو 1920 – 27 يوليو 1998) هو ممثل وكاتب سيناريو ومنتج أفلام مصري، امتدت حياته المهنية نحو أكثر من 50 عاما، أنتج، وكتب سيناريو أكثر من 400 فيلما أكثر من الأفلام التي أُنتجت بشكل جماعي من قبل العالم العربي كله[بحاجة لمصدر] بالإضافة إلى المسرح والتلفزيون والسينما، غطت شعبيته مجمل العالم العربي، بما في ذلك تركيا حيث أنه أنتج فيها بعض الأفلام هناك، والمخرجين دائما يخاطبونه بصفته «فريد بيه» (بيك) بالرغم من عدم حصوله على لقب البكوية رسميًا ولكن كدليل على الاحترام. كما عمل مع أكثر من تسعين مخرجا ومنتجا.

## عن حياته
ولد في يوم 30 يوليو 1920 بحي السيدة زينب بالقاهرة، بينما نشأ في حي الحلمية الجديدة، حيث انتقلت إليه الأسرة. وهذا الحي يتوسط عدة أحياء شعبية قديمة ، كأحياء السيدة زينب والقلعة والحسين والغورية وعابدين وشارع محمد علي وباب الخلق. وتلقى دراسته الابتدائية في مدرسة الناصرية التي حصل منها على الابتدائية عام 1927وهو في الخامسة عشرة، ثم التحق بمدرسة الفنون التطبيقية وحصل منها على الدبلوم، التحق بالمعهد العالي للفنون المسرحية.

## بدايته
أول أعماله كان فيلم ملاك الرحمة عام 1946 مع يوسف وهبي، أمينة رزق وإخراج يوسف وهبي، ثم قدّم فيلم ملائكة في جهنم عام 1947 إخراج حسن الإمام ثم توالت أعماله بعد ذلك.
ومع بداية الخمسينات بدأ يغير جلده نوعاً ما ليقدم شكلاً آخر للبطل بعيداً عن صورة الشر التي ظل يؤديها طوال الفترة الأولي من مسيرته في أفلام مثل قلبي دليلي عام 1947 إخراج أنور وجدي، اللعب بالنار عام 1948 للمخرج عمر جميعي، فيلم القاتل عام 1948 إخراج حسين صدقي، غزل البنات عام 1949 إخراج أنور وجدي وغيرهما من الأفلام التي أدى فيها أدوار صغيرة كلها تدور في إطار الشر عن طريق رفع الحاجب وتجهم الوجه.
بعد ذلك غير جلده تماماً وأصبح البطل الذي يدافع عن الخير في مواجهة الأشرار أمثال محمود المليجي، زكي رستم وجاءت أفلامه في هذه المرحلة متميزة ومنها فيلم جعلوني مجرما عام 1954 للمخرج عاطف سالم وهو الفيلم الذي ألغى السابقة الأولى للأحداث وهو من تأليف فريد شوقي ورمسيس نجيب، وقد شارك في كتابة السيناريو والحوار فيه نجيب محفوظ وهو أحد الذين نالوا جائزة نوبل في الأدب فيما بعد.

## التأليف

فريد شوقي

هو أيضا مؤلف القصة. ومن أعماله في هذا المجال فيلم جعلوني مجرما مشاركة في التاليف مع رمسيس نجيب والإخراج لعاطف سالم، رصيف نمرة 5 1956 لنيازي مصطفى، الفتوة عام 1957 للمخرج صلاح أبو سيف، كهرمان عام 1958 للمخرج السيد بدير، سوق السلاح عام 1960، عنتر بن شداد عام 1961 لنيازي مصطفى، أنا الهارب عام 1962 من إنتاج صلاح ذو الفقار، بطل للنهاية عام 1963 للمخرج حسام الدين مصطفى.
استمر فريد شوقي بطلا حتى وصل إلى مرحلة الكبر فقدّم أفلاما كان هو نجمها ومنها رجب الوحش عام 1985 لكمال صلاح الدين، سعد اليتيم عام 1985 للمخرج أشرف فهمي، عشماوي 1987 لعلاء محجوب، قلب الليل 1989 للمخرج عاطف الطيب..
وكان آخر أعماله الرجل الشرس 1996 لياسين إسماعيل ياسين قدم فريد شوقي ما يقرب من الـ 300 فيلم إلى جانب أعمال مسرحية وتليفزيونية عديدة، وسافر إلى تركيا بعد النكسة 1967 وقضى هناك فترة زمنية عمل بطلا ومنتجا مشتركا لبعض الأفلام التركية وقدم هناك 15 فيلما منها عثمان الجبار، حسن الأناضول.....

## زواجه
تزوج خمس مرات الأولى من ممثلة هاوية وهو في الثامنة عشرة من عمره وكانت تغار عليه كثيرًا، الثانية من محامية أحبها كثيرًا وقال لها إن لم تتزوجه سينتحر ثم تزوج من ممثلة غير معروفة زينب عبد الهادي وأنجب منها منى، ثم النجمة هدى سلطان التي أحبها حتى وفاته رغم الانفصال وأنجب منها ناهد، مها وأخيرًا السيدة سهير ترك التي ظلت معه حتى وفاته وأنجب منها عبير ورانيا لذلك لقب بأبي البنات. وقد عمل من أبنائه في الفن الفنانة رانيا فريد شوقي والمنتجة السينمائية ناهد فريد شوقي.

## أفلامه

فريد شوقي في فيلم عنتر بن شداد عام 1961

### الأربعينات
- 1946: ملائكة في جهنم
- 1946: ملاك الرحمة
- 1947: ليالي الأنس
- 1947: قلبي دليلي
- 1947: غني حرب
- 1947: غروب
- 1947: الستات عفاريت
- 1948: مغامرات عنتر وعبلة
- 1948: عنبر
- 1948: طلاق سعاد هانم
- 1948: رجل لا ينام
- 1948: حب
- 1948: المغامر
- 1948: اللعب بالنار
- 1948: القاتل
- 1948: الصيت ولا الغنى
- 1949: هدى
- 1949: ليلة العيد
- 1949: غزل البنات
- 1949: بيومي أفندي
- 1949: الناصح
- 1949: القاتلة

### الخمسينات
- 1950: فلفل
- 1950: طريق الشوك
- 1950: ست الحسن
- 1950: حبايبي كتير
- 1950: بابا أمين
- 1950: أيام شبابي
- 1950: أمير الانتقام
- 1950: المليونير
- 1950: العقل زينة
- 1950: الصقر
- 1951: وداعا يا غرامي
- 1951: شباك حبيبي
- 1951: حكم القوي
- 1951: تعال سلم
- 1951: أولاد الشوارع
- 1951: انتقام الحبيب
- 1951: أنا الماضي
- 1951: السبع أفندي
- 1951: الخارج على القانون
- 1951: أشكي لمين
- 1951: أسرار الناس
- 1951: ابن الحلال
- 1952: من أين لك هذا
- 1952: كأس العذاب
- 1952: غلطة أب
- 1952: ظلمت روحي
- 1952: زينب
- 1952: بنت الشاطئ
- 1952: انتصار الإسلام
- 1952: أنا بنت مين
- 1952: آمال
- 1952: النمر
- 1952: الزهور الفاتنة
- 1952: الإيمان
- 1952: الأسطى حسن
- 1953: ريا وسكينة
- 1953: نشالة هانم
- 1953: مكتوب على الجبين
- 1953: لسانك حصانك
- 1953: عفريت عم عبده
- 1953: عبيد المال
- 1953: ظلموني الحبايب
- 1953: طريق السعادة
- 1953: حميدو
- 1953: حب في الظلام
- 1953: تاجر الفضائح
- 1953: بيت الطاعة
- 1953: بعد الوداع
- 1953: أنا ذنبي إيه
- 1953: المرأة كل شيء
- 1953: ابن للإيجار
- 1953: ابن الحارة
- 1954: لمين هواك
- 1954: فتوات الحسينية
- 1954: عفريتة إسماعيل يس
- 1954: عزيزة
- 1954: صراع في الوادي
- 1954: خطف مراتي
- 1954: جعلوني مجرما
- 1954: المحتال
- 1954: الفارس الأسود
- 1954: الظلم حرام
- 1954: أبو الدهب
- 1956: رصيف نمرة 5
- 1956: النمرود
- 1956: أرض الأحلام
- 1957: تجار الموت
- 1957: بورسعيد
- 1957: المجد
- 1957: الفتوة
- 1958: مجرم في إجازة
- 1958: سواق نص الليل
- 1958: سلطان
- 1958: ساحر النساء
- 1958: باب الحديد
- 1958: الأخ الكبير
- 1958: أبو حديد
- 1959: أم رتيبة
- 1959: أبو أحمد

### الستينات
- 1960: نداء العشاق
- 1960: عنتر يغزو الصحراء
- 1960: سوق السلاح
- 1960: بداية ونهاية
- 1960: العملاق
- 1961: وا إسلاماه
- 1961: عنتر بن شداد
- 1961: دماء على النيل
- 1961: جوز مراتي
- 1961: النصاب
- 1962: عبيد الجسد
- 1962: أنا الهارب
- 1962: الرجل الثعلب
- 1962: الحاقد
- 1962: آخر فرصة
- 1963: طريق الشيطان
- 1963: صاحب الجلالة
- 1963: رجل في الظلام
- 1963: رابعة العدوية
- 1963: بطل للنهاية
- 1963: النشال
- 1963: المصيدة
- 1964: كريم بن الشيخ
- 1964: مطلوب زوجة فورا
- 1964: لعبة الحب والجواز
- 1964: فتاة الميناء
- 1964: شادية الجبل
- 1964: بنت عنتر
- 1964: أمير الدهاء
- 1964: المغامرة الكبرى
- 1964: المارد
- 1964: ألف ليلة وليلة
- 1964: العائلة الكريمة
- 1964: الجاسوس
- 1965: هارب من الأيام
- 1965: طريد الفردوس
- 1965: المشاغب
- 1965: المدير الفني
- 1966: فارس بني حمدان
- 1966: شياطين الليل
- 1966: رحلة السعادة
- 1966: العبيط
- 1966: الزوج العازب
- 1966: إجازة صيف
- 1966: 3 لصوص
- 1966: 30 يوم في السجن
- 1967: غراميات مجنون
- 1967: العريس الثاني
- 1968: لقاء الغرباء
- 1968: سارق الملايين
- 1968: حلوة وشقية
- 1968: أهلا بالحب
- 1968: أنا الدكتور
- 1968: النصابين الثلاثة
- 1968: الطريد
- 1968: ابن الحتة
- 1969: سكرتير ماما
- 1969: دلع البنات
- 1969: العميل 77
- 1969: الشيطان
- 1969: الرعب
- 1969: الحرامي
- 1969: ابن الشيطان

### السبعينات
- 1970: هروب
- 1970: نهاية الشياطين
- 1970: عصابة النساء
- 1970: صراع مع الموت
- 1970: رضا بوند
- 1970: الغشاش
- 1970: الثعلب والحرباء
- 1971: موعد مع الحبيب
- 1971: عصابة الشيطان
- 1971: جسر الأشرار
- 1971: بلا رحمة
- 1972: ولدي
- 1972: وكر الأشرار
- 1972: ملوك الشر
- 1972: لحظات خوف
- 1972: طريق الانتقام
- 1972: الغضب
- 1972: الخطافين
- 1973: كلمة شرف
- 1973: رجال لا يخافون الموت
- 1973: العنيد
- 1973: أبو ربيع
- 1974: لعنة امرأة
- 1974: الأبطال
- 1975: يوم الأحد الدامي
- 1975: ومضى قطار العمر
- 1975: شاطئ العنف
- 1975: الكرنك
- 1975: الخدعة الخفية
- 1975: الأستاذ أيوب
- 1976: وبالوالدين إحسانا
- 1976: ليل الرجال
- 1976: جواز على الهوا
- 1976: توحيدة
- 1976: الضوء الأخضر
- 1977: هكذا الأيام
- 1977: كفاني يا قلب
- 1977: كباريه الحياة
- 1977: قطة على نار
- 1977: دعاء المظلومين
- 1977: إلى المأذون يا حبيبي
- 1977: السقا مات
- 1977: أفواه وأرانب
- 1978: من بلا خطيئة
- 1978: كلهم في النار
- 1978: شقة وعروسة يا رب
- 1978: سلطانة الطرب
- 1978: حساب السنين
- 1978: حب فوق البركان
- 1978: أيام العمر معدودة
- 1978: امرأة قتلها الحب
- 1978: الندم
- 1978: القضية المشهورة
- 1978: الجنة تحت قدميها
- 1978: تاكسي
- 1978: البؤساء
- 1978: أريد حبا وحنانا
- 1978: إبليس في المدينة
- 1979: يمهل ولا يهمل
- 1979: لعنة الزمن
- 1979: لا يا أمي
- 1979: لا تبكي يا حبيب العمر
- 1979: عاصفة من الدموع
- 1979: رجال لا يعرفون الحب
- 1979: أنقذوا هذه العائلة
- 1979: الملاعين
- 1979: إسكندرية ليه

### الثمانينات
- 1980: وتمضي الأيام
- 1980: فتوة الجبل
- 1980: رجل فقد عقله
- 1980: حب لا يرى الشمس
- 1980: الفقراء أولادي
- 1980: الباطنية
- 1980: الإخوة الغرباء
- 1980: الأبالسة
- 1980: أبو البنات
- 1981: قهوة المواردي
- 1981: فتوات بولاق
- 1981: عيون لا تنام
- 1981: طائر على الطريق
- 1981: دموع في ليلة الزفاف
- 1981: حكمت المحكمة
- 1981: أنا المجنون
- 1981: الشيطان يعظ
- 1982: من يطفئ النار
- 1982: للفقيد الرحمة
- 1982: دعوة خاصة جدا
- 1982: الدباح
- 1982: الخبز المر
- 1983: يا ما أنت كريم يا رب
- 1983: وحوش الميناء
- 1983: مرزوقة
- 1983: كيدهن عظيم
- 1983: المتسول
- 1983: الغول
- 1983: الذئاب
- 1983: أسوار المدابغ
- 1984: يارب ولد
- 1984: فتوة الناس الغلابة
- 1984: عندما يبكي الرجال
- 1984: خرج ولم يعد
- 1984: حادي بادي
- 1984: بنات إبليس
- 1984: إنهم يقتلون الشرفاء
- 1984: الليلة الموعودة
- 1984: السطوح
- 1984: الخونة
- 1984: الجلاد والحب
- 1985: مقص عم قنديل
- 1985: قضية عم أحمد
- 1985: عندما يأتي المساء
- 1985: عفوا أيها القانون
- 1985: شهد الملكة
- 1985: سعد اليتيم
- 1985: رجب الوحش
- 1985: أيام التحدي
- 1985: أولاد الأصول
- 1985: أنا
- 1985: الموظفون في الأرض
- 1985: الكف
- 1985: الجريح
- 1985: الأستاذ يعرف أكثر
- 1985: إعدام ميت
- 1986: منزل العائلة المسمومة
- 1986: ملف في الآداب
- 1986: مدام شلاطة
- 1986: عذراء وثلاثة رجال
- 1986: رغبة وحقد وانتقام
- 1986: دموع الشيطان
- 1986: دقة زار
- 1986: آه يا بلد آه
- 1986: امراة مطلقة
- 1986: الهروب من الخانكة
- 1987: ويبقى الحب
- 1987: كل شيء قبل أن ينتهي العمر
- 1987: عشماوي
- 1987: روض الفرج
- 1987: المواجهة
- 1987: المتمرد
- 1987: الشرابية
- 1987: الخرتيت
- 1988: نواعم
- 1988: خطة بعيدة المدى
- 1988: إمبراطورية الجيارة
- 1988: التحدي
- 1988: أصدقاء الشيطان
- 1989: لست قاتلا
- 1989: قلب الليل
- 1989: حكاية تو
- 1989: باب شرق

### التسعينات
- 1990: الشيطانة
- 1990: الخادم
- 1991: شاويش نص الليل
- 1991: زمن الجدعان
- 1992: دموع صاحبة الجلالة
- 1992: آه .. وآه من شربات
- 1992: امرأة آيلة للسقوط
- 1993: ليه يا هرم
- 1993: لا يا عنف
- 1993: سفينة الحب والعذاب
- 1993: امرأة تدفع الثمن
- 1993: اللعبة القذرة
- 1994: الطيب والشرس والجميلة
- 1996: الرجل الشرس
- 1996: الغاضبون

### أفلام في السينما التركية
- 1965: «مغامرات في إسطنبول»، مع فريدة، رأفت طرنزاي، تأليف عبد الحي أديب، وإخراج سانر.
- 1968: «شيطان البوسفور»، مع الممثلة التركية المشهورة، هوليا ومراد سويدان، تأليف عبد الحي أديب، وإخراج نيازي مصطفى.
- 1968: "bir damat araniyor"، مع طروب ومعنقد إيسن، تأليف وإخراج المخرج التركي، هولكي سانير.
- 1968: «عثمان الجبار»، مع هوليا كوتشيت، تأليف عبد الحي أديب، وإخراج عاطف يلمز.
- 1969: "turist omer arabistanda"، مع مهمت علي ونصر سيف، وإخراج هولكي سانير.
- 1969: «رجل لا يعرف الخوف»، مع رحا يرداكول، وتأليف عبد الحي أديب، وإخراج ماتين أركسان.
- 1970: "eyvah"، مع يوسف شعبان وإيفا بندر، وتأليف عبد الحي أديب، وإخراج ماتين أركسان.
- 1971: "makber"، مع أنجين صغلار وأيميل ساين، وإخراج ماتين أركسان.
- 1972: «الصعلوك»، مع جونل هانسي وأحمد سليمان، وتأليف عبد الحي أديب، وإخراج يلمز كوني.
- 1973: "غوار لاعب كرة"، وهو فيلم سوري تركي، مع دريد لحام، أرول وفاهي يوز، تأليف نهاد قلعي، وإخراج عاطف يلمظ.
- 1973: "babalarin gunahi"، مع سونا كسكين وسيمرا سار، وإخراج مهمت إسلان.
- 1975: «بعت حياتي»، مع كاميليا وسامية شفيق وتأليف عبد الحي أديب، وإخراج مهمت إسلان.
- 1980: «وحش الأناضول»، مع آمال ياسين ويوسف شعبان، تأليف عبد الحي أديب، وإخراج ماتين أركسان.

### المسرحيات
- الدنيا لما تضحك
- الحرامية
- 1949: اللص
- 1963: حكاية كل يوم
- 1968: كومبارس الموسم
- 1969: الدلوعة
- 1970: البكاشين
- 1975: نحن لا نحب الكوسة
- 1985: بداية ونهاية
- 1991: شارع محمد علي.
- 1993: 100 مسا

### المسلسلات
- 1977: العاصفة
- 1978: نقطة الضعف
- 1979: الشاهد الوحيد
- 1981: عم حمزة
- 1982: وتاه الطريق
- 1983: الحوت
- 1984: الجلاد والحب
- 1984: وتاه الطريق
- 1984: الشاهد الوحيد
- 1985: حلم الليل والنهار
- 1987: الباقي من الزمن ساعة
- 1988: صابر ياعم صابر
- 1989: أهلا يا جدو العزيز
- 1991: البخيل وأنا
- 1992: العرضحالجي
- 1994: قلب الأسد
- 1995: الشباب يعود يوما
- 1996: لقمة القاضي

### المسلسلات الإذاعية
- عودة الروح
- سلام لحضرة الناظر
- ذئاب ورجال
- بهية
- الدنيا بخير (مجاهد هادئ جدًا)
- 1957: ساعة لقلبك
- 1959: عائلة مرزوق أفندي
- 1960: في بيتنا رجل
- 1976: أفواه وأرانب
- 1978: كفر نعمت
- 1983: أشياء لا تباع
- 1994: لن أعيش في جلباب أبي

## الجوائز والتكريم
حصل على أكثر من 92 جائزة أبرزها وسام الفنون الذي سلمه له الرئيس جمال عبد الناصر.

## وفاته
توفي فريد شوقي في يوم الإثنين 27 يوليو 1998 عن عمر ناهز ال78 على إثر التهاب رئوي حاد دام لمدة حوالي عامين نتيجة كثرة السجائر التي كان يدخنها قبل رحلته مع المرض. وشيعت جنازته بشكل مهيب جدًا من مسجد عمر مكرم بميدان التحرير عقب صلاة الظهر ودفن بقبره الخاص بمنطقة الإمام الشافعي.

## أعمال تناولت سيرته الفنية
تمَّ تناول شخصيته في عدد من الأفلام والمسلسلات، منها:
- مسلسل الشحرورة سنة 2011 عن قصة حياة المطربة صباح، بطولة كارول سماحة، وقام بدور فريد شوقي الممثل محسن منصور.
- مسلسل كاريوكا سنة 2012 عن قصة حياة تحية كاريوكا بطولة وفاء عامر، وقام بدور فريد شوقي أحمد أبو عميرة.

## وصلات خارجية
- فريد شوقي على موقع IMDb (الإنجليزية)
- فريد شوقي على موقع الدهليز
- فريد شوقي على موقع قاعدة بيانات الأفلام العربية
- فريد شوقي على موقع ألو سيني (الفرنسية)
- فريد شوقي على موقع قاعدة بيانات الفيلم (الإنجليزية)
- فريد شوقي على موقع كينوبويسك (الروسية)